# Oxytropis sericopetala
Oxytropis sericopetala là một loài thực vật có hoa trong họ Đậu. Loài này được C.E.C.Fisch. miêu tả khoa học đầu tiên.